# Ceutí

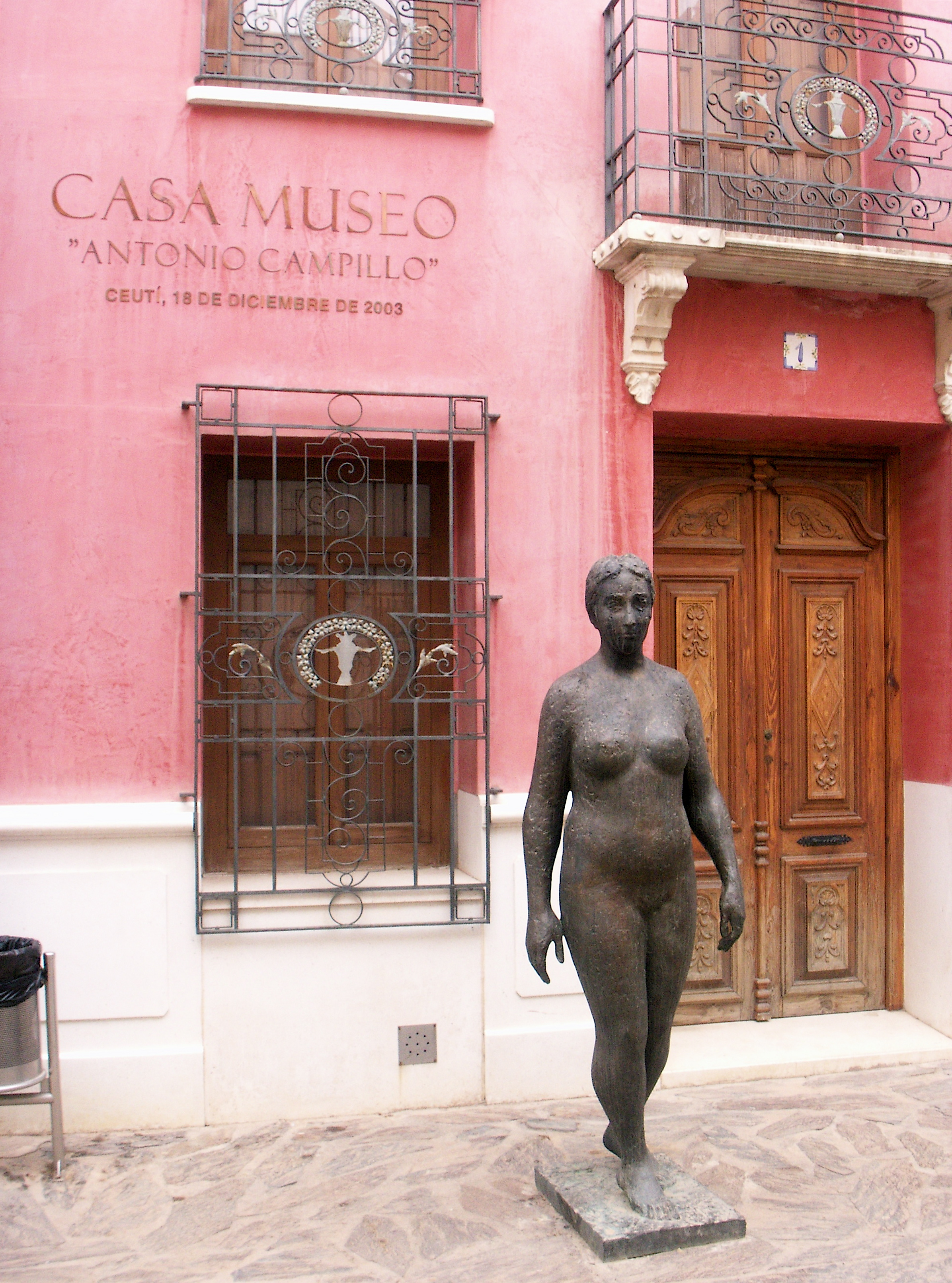
Museo de Antonio Campillo

Ceutí ist eine südspanische Kleinstadt und eine aus dem Hauptort und einem Dorf (Torraos) bestehende Gemeinde (municipio) mit 12.842 Einwohnern (Stand: 2024) im Zentrum der Provinz Murcia in der gleichnamigen autonomen Region Murcia.

## Lage
Die Kleinstadt Ceutí liegt ungefähr 23 km (Fahrtstrecke) nordwestlich der Stadt Murcia in einer Höhe von ca. 85 bis 95 m ü. d. M. Die Mittelmeerküste ist ca. 40 km (Luftlinie) entfernt. Das Klima im Winter ist gemäßigt, im Sommer dagegen warm bis heiß; die geringen Niederschlagsmengen (ca. 300 mm/Jahr) fallen – mit Ausnahme der nahezu regenlosen Sommermonate – verteilt übers ganze Jahr.

## Bevölkerungsentwicklung
| Jahr      | 1857  | 1900  | 1950  | 2000  | 2016   |
| Einwohner | 1.369 | 2.286 | 3.931 | 7.305 | 11.321 |

Die kontinuierliche Bevölkerungsanstieg ist im Wesentlichen auf die immer noch anhaltende Zuwanderung aus dem ländlichen Umland und die Nähe zur Großstadt Murcia zurückzuführen.

## Wirtschaft
Ceutí liegt im Großraum der Stadt Murcia; die Gegend war jahrhundertelang agrarisch orientiert – es wurden hauptsächlich Obst- und Olivenbäume sowie Weinreben angepflanzt. Im Ort selbst haben sich Kleinhändler, Handwerker und Dienstleistungsbetriebe aller Art angesiedelt.

## Geschichte
Prähistorische, iberische, römische und westgotische Funde sind spärlich. In den Jahren nach 711 wurde die Gegend von den Mauren überrannt; vor allem der Anbau von Zitrusfrüchten in der Region wird auf sie zurückgeführt – der Ort oder der gesamte Landstrich erhielt den Namen Alquería de Zepti. Erst nach der Rückeroberung (reconquista) der Region durch kastilisch Truppen unter Alfons X. im Jahr 1243 entstand der heutige Ort. Das seit dem Ende des Kalifats von Córdoba quasi unabhängige Taifa-Königreich Murcia wurde danach in ein christliches Königreich umgewandelt, welches jedoch eng mit der Krone von Kastilien verflochten war, doch kam es in den Jahren 1296 bis 1304 vorübergehend unter aragonesische Herrschaft. Lange Zeit wurde der Ort vom Santiago-Ritterorden verwaltet. Nach der von Philipp III. (reg. 1598–1621) und seinem Ersten Minister, dem Herzog von Lerma, befohlenen Vertreibung der Mauren zu Beginn des 17. Jahrhunderts ging die Einwohnerzahl des Ortes deutlich zurück.

## Sehenswürdigkeiten
- Wichtigstes Bauwerk des Ortes ist die Iglesia de Santa María Magdalena; sie entstand jedoch erst in den Jahren 1956 bis 1995 nach dem Abriss eines frühneuzeitlichen Vorgängerbaus, an dem man sich beim Neubau in hohem Maße orientiert hat. Die im neoklassischen Stil erbaute Kirche ist dreischiffig; sie verfügt über ein Querhaus sowie über eine Vierungskuppel über einem durchfensterten oktogonalen Tambour.[9]
- Das Museo Antonio Campillo ist einem im Jahr 2009 verstorbenen Bildhauer gewidmet, dessen Skulpturen (darunter eine Radfahrerin) an verschiedenen Orten im Stadtbild präsent sind.[10]
- Auch die auf kreisrundem Grundriss erbaute Ermita de San Roque stammt erst aus dem Jahr 1979.[11]
- In einer ehemaligen Konservenfabrik (La Conservera) wurden Ausstellungsräume für die Präsentation moderner Kunst eingerichtet.[12]